# 림베

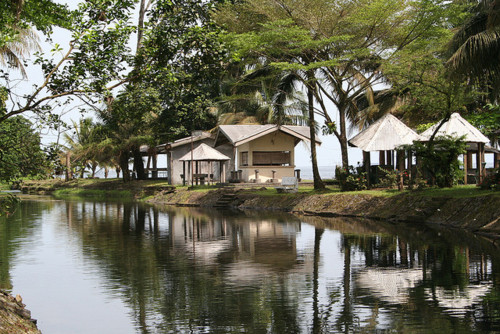
림베

림베(프랑스어: Limbe)는 카메룬 남서부 주에 위치한 도시로 인구는 84,223명(2005년 기준)이다. 1858년 6월 영국 런던 출신의 선교사인 앨프리드 세이커(Alfred Saker)에 의해 건설되었으며 1982년까지는 빅토리아(Victoria)라는 이름을 사용했다. 카메룬의 석유 산업의 중심 도시이다.